# Quartz (minéral)
Pour les articles homonymes, voir Quartz.
Le quartz est un minéral du groupe des silicates, sous-groupe des tectosilicates, composé de dioxyde de silicium, ou silice, de formule chimique SiO2, avec des traces de différents éléments tels que Al, Li, B, Fe, Mg, Ca, Ti, Rb, Na, OH.
Il se présente sous la forme ou bien de grands cristaux incolores, colorés ou fumés, ou bien de cristaux microscopiques d'aspect translucide.
Constituant 12 % (en masse) de la lithosphère, le quartz est le minéral le plus commun de la croûte terrestre (l'oxygène et le silicium sont respectivement les premier et deuxième constituants de la lithosphère, par ordre d'importance). C'est une composante importante du granite et des granitoïdes (où il est généralement xénomorphe), des roches métamorphiques granitiques (gneiss, quartzite) et de certaines roches sédimentaires (sable, grès). Il est en revanche très rare dans les roches extraterrestres, mais on en a trouvé sur Mars,.

## Historique de la description et appellations

### Étymologie
L'étymologie du mot quartz n'est pas évidente. La première hypothèse vient du mot « quaterz » ou « quaderz » qui jusqu'au XVIe siècle désigne les mauvais minerais. Une autre hypothèse est la contraction du mot allemand « gewärz » (excroissance, germe)[réf. nécessaire].
Le terme « quartz » au Moyen Âge s'appliquait à tous les cristaux. C'est Georgius Agricola qui a restreint le terme aux cristaux de roche.

### Synonymes
Le quartz est également désigné par les termes :
- alpha-quartz, quartz-alpha, quartz α (non chauffé ou chauffé à moins de 573 °C — température au-delà de laquelle l'α-quartz se transforme en β-quartz) ;
- azetulite (incorrect), azeztulite (marque de commerce) ;
- conite (Mac Culloch)[7] ;
- dragonite[8] ;
- konilite (variante de conite)[9] ;
- iodolite (quartz à inclusion du Minas Gerais).

### Nom vernaculaire
L'expression « cristal de roche » désigne le quartz hyalin (c'est-à-dire transparent comme le verre).

## Critères de reconnaissance

### Observation visuelle

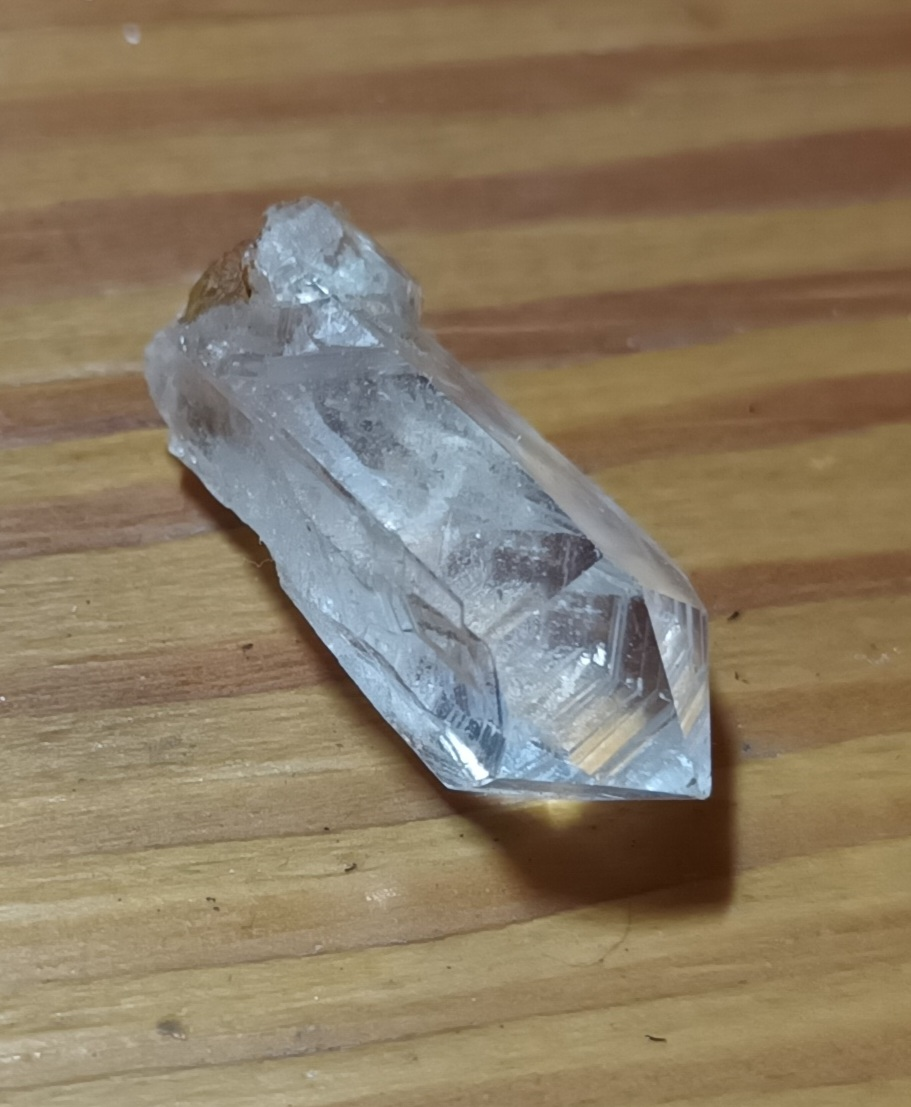
Quartz d'Orelle.

Les cristaux de quartz se présentent souvent comme des masses ressemblant à du verre, de teinte gris laiteux et à l'éclat gras, sans forme cristalline spécifique. Ces cristaux se sont formés tardivement et ont occupé l'espace entre des cristaux développés plus précocement.
Les cristaux de quartz dont la croissance s'est effectuée à partir d'un substratum montrent des faces prismatiques et se terminent par une pyramide (l'autre extrémité étant englobée dans la roche). Certains quartz qui se sont développés au sein de sédiments peuvent montrer des pyramides à leurs deux extrémités (quartz bipyramidés des hyacintes de Compostelle, dans le Trias des Pyrénées et des Asturies).

### Reconnaissance au microscope polarisant
En lumière polarisée non analysée :
- limpide ;
- blanc ;
- xénomorphe.

En lumière polarisée analysée :
- extinction roulante.

## Caractéristiques physico-chimiques

### Variétés
- Variétés cristallines :
  - l'améthyste,
  - l'amétrine,
  - la citrine,
  - le quartz fumé ou morion,
  - le quartz hématoïde,
  - le quartz prase,
  - le quartz rose ;

- Variétés cryptocristallines :
  - calcédoine (silex, agate, onyx, cornaline, chrysoprase, jaspe (mélange de quartz et de calcédoine), héliotrope (jaspe vert à taches rouges)).

### Cristallographie

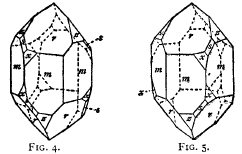
Quartz gauche (Fig.4) et droit (Fig.5).

C'est en 1907 que le cristallographe allemand Otto Muegge (Mügge) a montré les différences qui existaient entre le quartz α, qui est le polymorphe décrit ici, et le quartz β.
La structure cristalline est hexagonale à haute température (quartz β, groupe d'espace P6421 ou P6221), trigonale à basse température (quartz α, groupe d'espace P3121 ou P3221). L'enroulement des hélices de tétraèdres SiO4 peut se faire dans les deux sens, gauche ou droit, ce qui explique les deux groupes d'espace pour chacun des polymorphes, β et α.
Les paramètres de la maille conventionnelle du quartz α sont : {\displaystyle a} = 4,913 3 Å, {\displaystyle c} = 5,405 3 Å (Z = 3; V = 113,00 Å3), sa densité calculée est 2,65 g/cm3.

### Problème de classification
Bien que la structure cristalline du quartz alpha soit décrite dans la plupart des textes français de minéralogie comme étant « hexagonale, système rhomboédrique », Massimo Nespolo, professeur de minéralogie et cristallographie, affirme que cette classification serait erronée. Le quartz α cristallise en fait dans le groupe d'espace P3121 (quartz gauche) ou P3221 (quartz droit), à réseau hexagonal, comme indiqué par le symbole « P ». Le système cristallin du quartz α est donc trigonal, car le quartz α contient un axe d'ordre trois comme élément de symétrie d'ordre le plus élevé. Le terme « rhomboédrique » s'applique au réseau, mais le réseau du quartz est toujours hexagonal. D'après cet auteur, il ne faut donc pas confondre la nomenclature du « système cristallin », d'où le terme rhomboédrique est absent, avec celle du « système réticulaire », d'où le terme trigonal est absent. Dans le système réticulaire, un cristal rhomboédrique correspondra à un cristal trigonal dans le système cristallin. Cependant, un cristal qui appartient au système cristallin trigonal peut avoir un réseau soit rhomboédrique, soit hexagonal, d'où la possibilité d'appartenance aux deux systèmes réticulaires. L'article sur la structure cristalline présente une explication plus complète du problème.
Le quartz présente aussi la particularité d'être classé parmi les silicates et particulièrement dans les tectosilicates, si l'on suit la classification de Dana, mais il est également classé dans les oxydes (dioxyde de silicium) si l'on suit la classification de Strunz. Dans le présent article il a été classé volontairement dans la classe des silicates alors que Wikipédia a choisi pour la minéralogie la classification de Strunz, la silice étant en effet l'archétype des silicates. Ceci montre la difficulté qui existe parfois à la mise en place d'une classification en sciences naturelles.

### Macles
Le quartz se présente souvent maclé. Un grand nombre de macles du quartz est connu : les plus importantes sont résumées dans le tableau suivant.
| Nom                                                    | Élément de macle | Indice | Obliquité | Angle entre les axes c |
| ------------------------------------------------------ | ---------------- | ------ | --------- | ---------------------- |
| Dauphiné ou Suisse                                     | [001] (π)        | 1      | 0°        | 0°                     |
| Brésil                                                 | (1120) ou 1      | 1      | 0°        | 0°                     |
| Leydolt ou Liebisch (macle combinée Dauphiné – Brésil) | (0001)           | 1      | 0°        | 0°                     |
| Macle à angle droit (synthétique)                      | [210] (π/2)      | 2      | 5° 27′    | 90°                    |
| Japon ou de la Gardette (α) / Verespatak (β)           | (1122)           | 2      | 5° 27′    | 84° 34′                |
| Esterel                                                | (1011)           | 3      | 5° 48′    | 76° 26′                |
| Sella (α) / Sardaigne (β)                              | (1012)           | 3      | 5° 48′    | 115° 50′               |
| Belowda Beacon                                         | (3032)           | 4      | 4° 43′    | 55° 24′                |
| Breithaupt                                             | (1121)           | 5      | 4° 22′    | 48° 54′                |
| Wheal Coates                                           | (2131)           | 6      | 2° 55′    | 33° 08′                |
| Cornouailles                                           | (2021)           | 7      | 1° 25′    | 42° 58′                |
| Pierre-Levée                                           | (2133)           | 7      | 6° 32′    | 83° 30′                |
| Zinnwald                                               | ---              | ---    | ---       | macle monopériodique   |

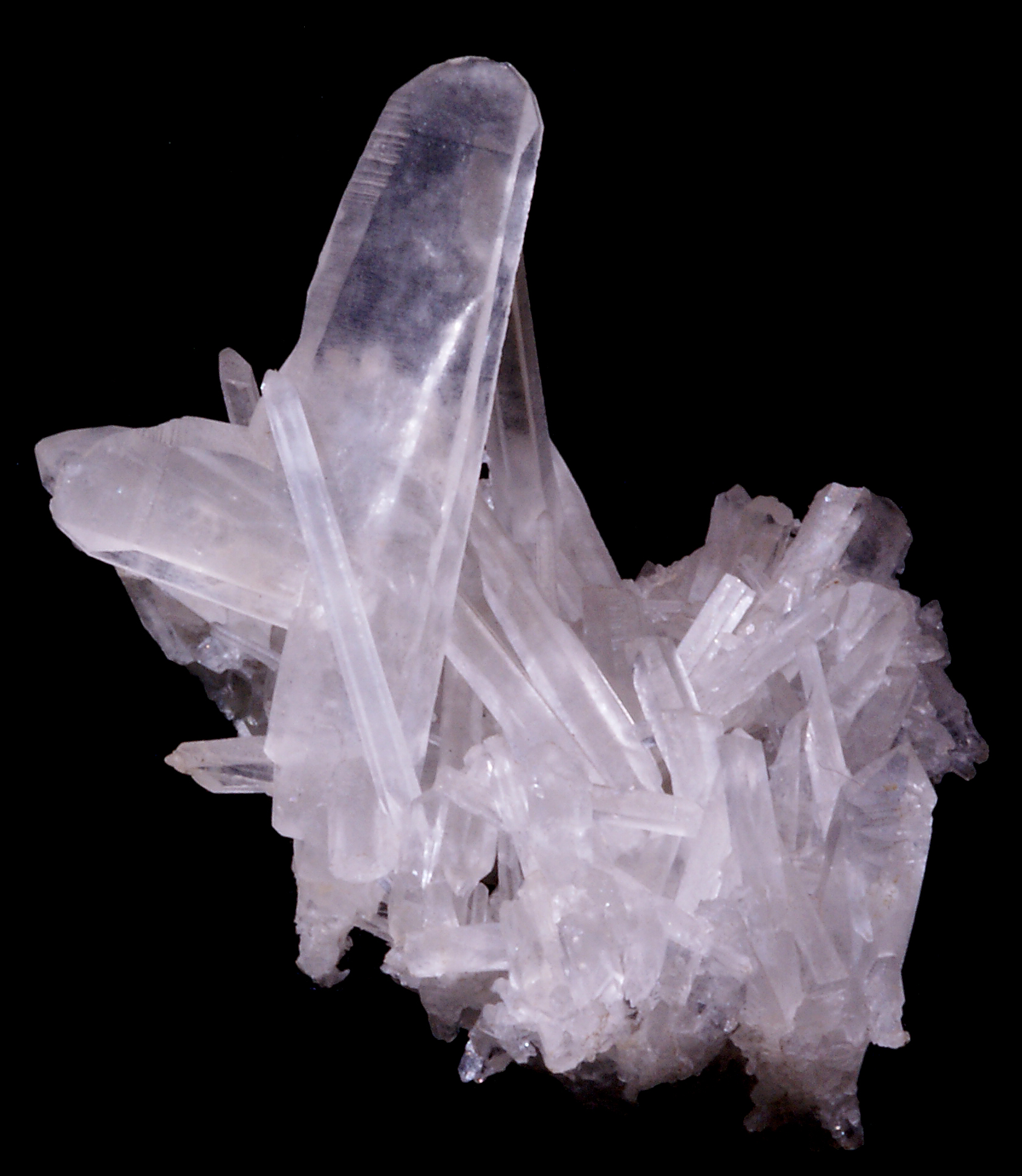
Macle de la Gardette ou du Japon. Vizille, Isère, France.
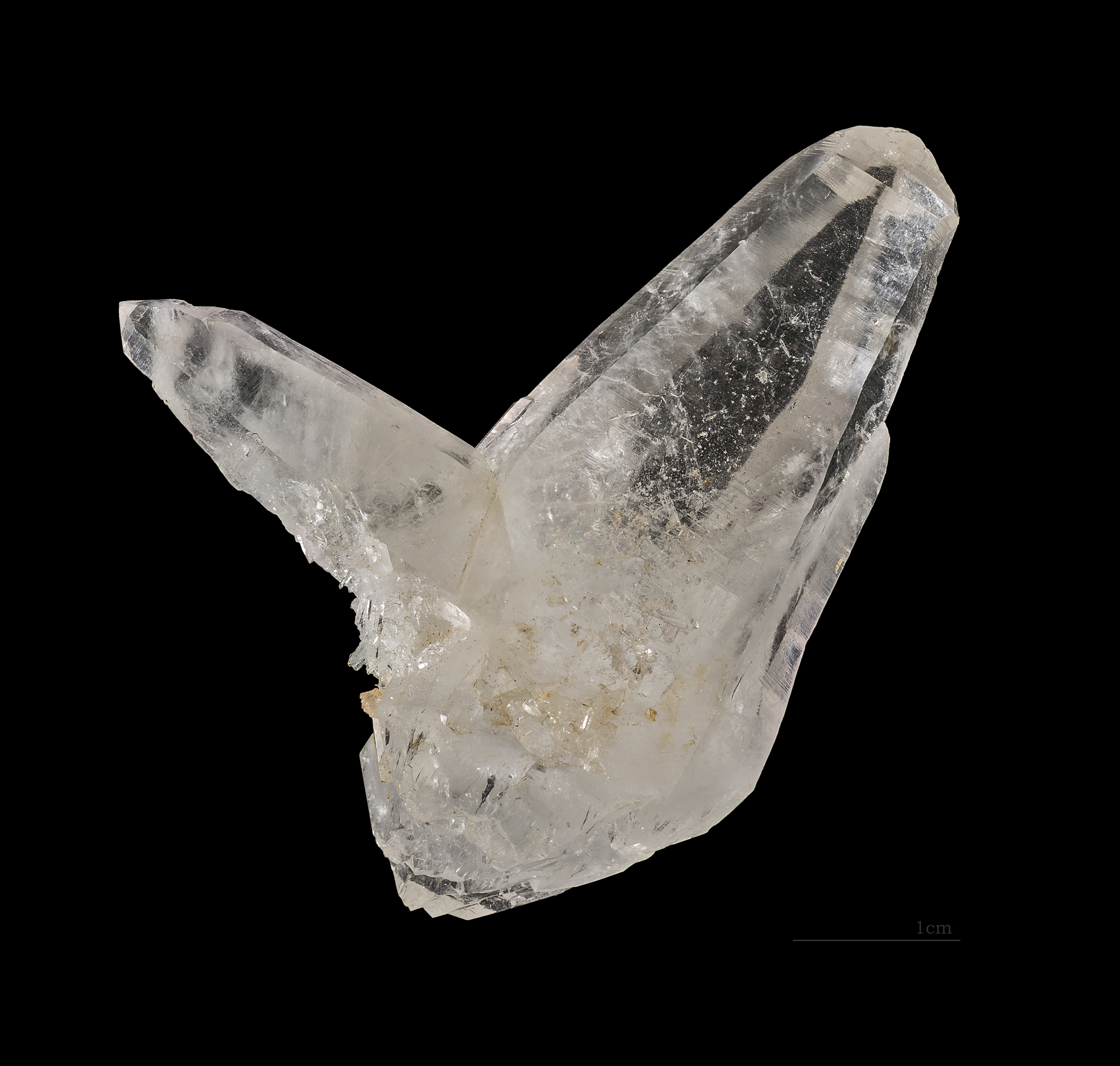
Macle du Japon. Huaron, Pérou.

### Propriétés physiques
Très dur (7 sur l'échelle de Mohs), le quartz α cristallise au-dessous de 573 °C et le quartz β entre 573 °C et 870 °C à la pression atmosphérique au niveau de la mer.
À 573 °C (le « point quartz » en cuisson de poterie), le quartz α (polymorphe de basse température) se transforme en quartz β (polymorphe de haute température). C'est une transformation displacive — les déplacements relatifs des atomes y sont environ dix fois plus petits que leur distance inter-atomique — avec une augmentation de volume de l'ordre de 0,829 %.
Contrairement à la phase α, la phase β n'est que très peu piézoélectrique.
À températures supérieures, le quartz se transforme en tridymite puis en cristobalite. D'autres polymorphes se forment à pressions élevées : coésite et stishovite.

### Propriétés optiques
Le quartz peut présenter une fluorescence en fonction des impuretés qui le composent. Il peut également présenter les phénomènes de triboluminescence.
Le quartz n'absorbe pas dans l'ultraviolet, on utilise donc des cuves en quartz pour mesurer l'absorbance de molécules qui absorbent dans l'UV (ADN par exemple).
Les cristaux de quartz sont biréfringents uniaxes positifs, et présentent une activité optique.

## Gîtes et gisements

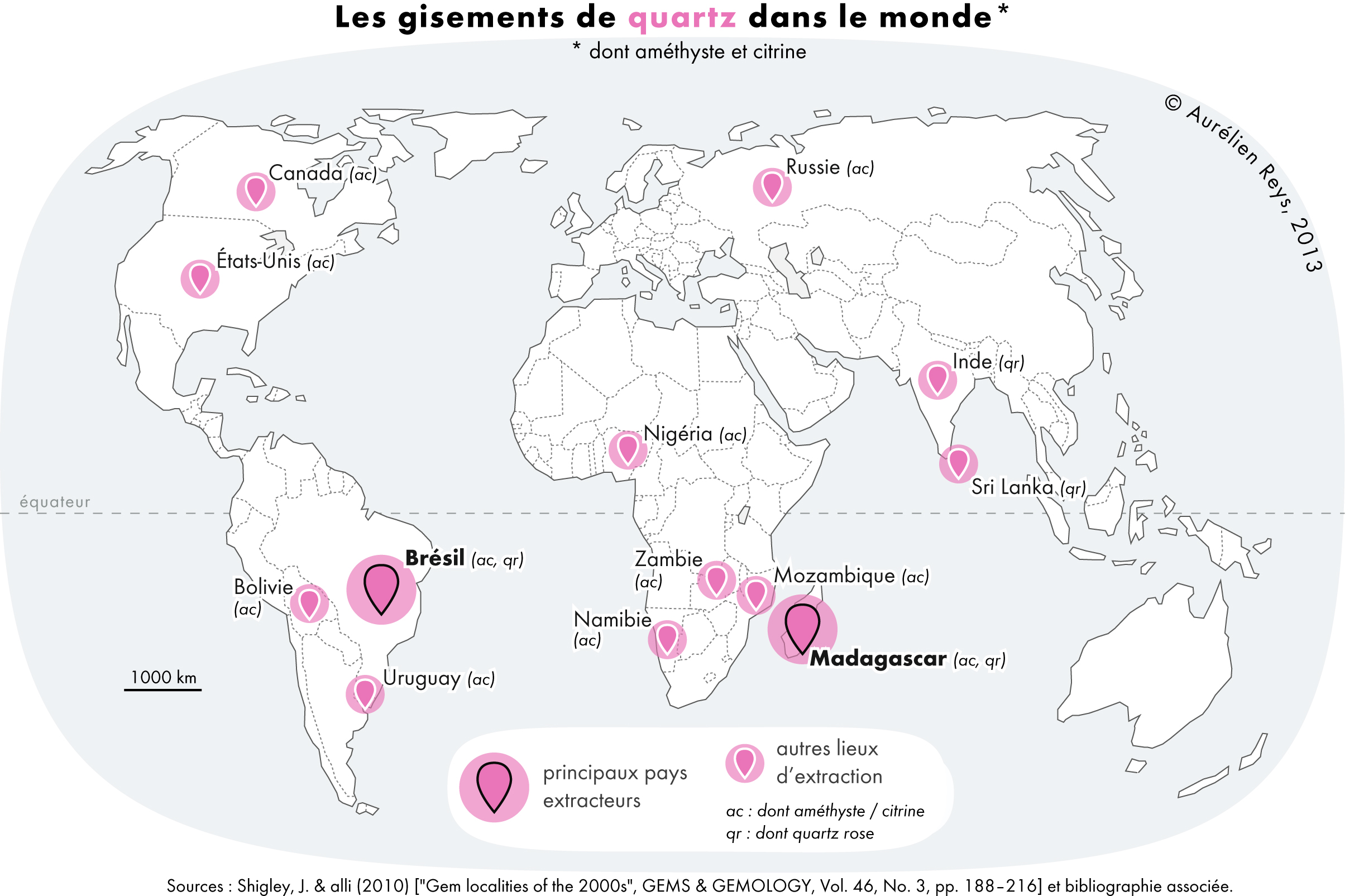
Carte des principaux pays producteurs de quartz dans le monde.

Les cristaux naturels de quartz peuvent atteindre des tailles considérables : le plus grand monocristal de quartz connu a été trouvé à Manchõ Felipe, près d'Itaporé (Goiás, Brésil) : 6,1 × 1,5 × 1,5 m, pour un poids estimé de 40 tonnes.
Actuellement, le quartz naturel, qui se trouve partout dans le monde (les principaux gisements se trouvent au Brésil), n'est plus guère exploité que pour servir de germe dans le processus de fabrication de quartz synthétique, cette synthèse étant industrialisée depuis la fin de la Seconde Guerre mondiale.
Dans le nord-ouest du Québec, le quartz est un des principaux indices de la présence de l'or dans sa masse. Sa couleur se présente surtout sous un blanc laiteux ou gris pâle.

## Croissance des minéraux

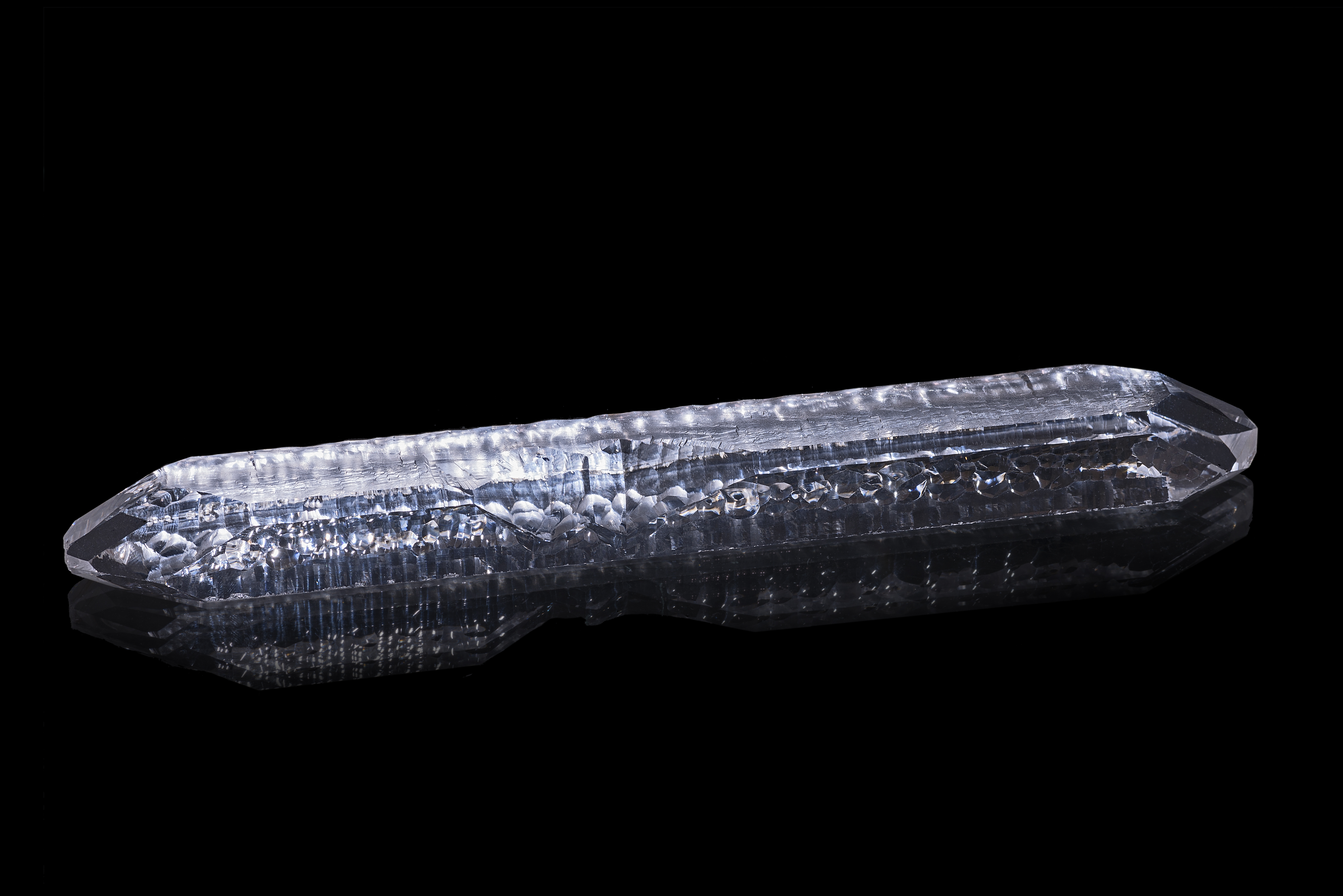
Monocristal de quartz artificiel fabriqué par méthode hydrothermale.

### Inclusions
Les cristaux de quartz paraissent souvent assez purs mais en réalité, ils contiennent presque toujours des inclusions plus ou moins invisibles qui renseignent sur leurs conditions de croissance : « flèches d'Amour » ou « flèches de Cupidon », cristaux aciculaires droits avec les aiguilles noires de tourmaline développées de façon plus ou moins anarchique, les aiguilles brunes de goethite ou jaunes de rutile ; « cheveux de Thétys », cristaux aciculaires courbes avec les fibres vertes d'actinote ou d'un autre minéral de la vaste famille des amphiboles ; « cheveux de Vénus », avec les flèches et cheveux jaune d'or de rutile ; « yeux de taureau », avec des fibres rouges parallèles, « yeux de taureau » avec des fibres rouges, « yeux de faucon » avec des fibres bleues, « yeux de fer » avec des fibres jaunes, rouges et parties métalliques, « yeux de tigre » avec des fibres jaunes.

### Quartz synthétique
La cristallogenèse se fait par procédé hydrothermal, reproduisant les conditions naturelles qui ont fait naître les cristaux de roche. Dans un cylindre rempli d'eau, on dispose un fin cristal de quartz naturel sur lequel le cristal artificiel va croître (germe) et de la silice sous une forme facilement soluble. L'ensemble est soumis à une forte pression (80 MPa) et porté à haute température (400 °C) de telle manière que la partie supérieure soit légèrement moins chaude. Il se forme dans la partie basse une solution saturée en silice. Elle est entrainée par convection vers le haut du cylindre, où elle devient sursaturée. La silice se précipite alors sous forme de quartz au contact du germe. C'est un processus très lent : plusieurs semaines peuvent être nécessaires pour obtenir un cristal de 0,5 à 1 kg. La production annuelle mondiale était environ 300 tonnes en 1980. En Europe, l'entreprise Cristal Innov fondée avec le soutien du ministère des Armées françaises, installée à Sainte-Hélène-du-Lac et en activité depuis 2023, est, à sa fondation, l'unique producteur européen de quartz de qualité pure premium et de cristaux résistant à très haute température depuis l'abandon de cette production les décennies précédentes.
Ce matériau se distingue de celui appelé « quartz de synthèse » ou « quartz reconstitué », mis sur le marché dans les années 1990. Ce matériau est une résine de synthèse chargée de 70 à 90 % de silice cristalline et de colorants, notamment utilisée comme plan de travail ou table dans les cuisines. À la suite d'une analyse y ayant mis en évidence en 2017 des métaux lourds (cadmium, cuivre à des doses élevées (33,7 mg/kg et 71 mg/kg pour deux échantillons analysés) ainsi que 13,57 mg de zinc par kg), des composés organiques volatils (COV), des hydrocarbures aromatiques polycycliques (HAP) et des phtalates, l'innocuité de ce matériau pour les installateurs voire pour les utilisateurs a été questionnée en France ; la cour d'appel de Versailles a commandé en février 2018 un rapport à deux experts indépendants à ce sujet.

## Exploitation des gisements
Dans la nature, le quartz se présente rarement sous la forme de monocristaux de qualité suffisante pour l'industrie, qui utilise ses propriétés piézoélectriques (présence de macles). Les cristaux peuvent également comporter des inclusions, liquides, gazeuses (quartz aérohydres) ou solides, par exemple d'amphibole, de hornblende ou de rutile.
Le quartz est utilisé dans de nombreux domaines :
- la réalisation de sols industriels (anti-usure) ;
- l'épuration des eaux ;
- le sablage industriel ;
- matériau de décoration (parcs, allées, parkings…) ;
- aménagement de terrains de golf (bunkers) ;
- horlogerie ;
- joaillerie.

### Composant électronique
Les propriétés piézoélectriques du quartz en font un élément incontournable des horloges modernes (voir fréquence propre) ; le quartz constitue un excellent résonateur, son facteur de qualité à vide dépassant souvent les 500 000. Il est utilisé soit dans les oscillateurs à grande stabilité (références de temps secondaires), soit dans les filtres de haute qualité — par exemple, en BLU (bande latérale unique).
Il existe plusieurs coupes de quartz possédant différentes propriétés : la plus répandue est la coupe AT, qui présente une bonne stabilité en température (les coupes AT sont spécifiées généralement pour que le point d'inflexion de la courbe {\displaystyle \nu =f(T)} se trouve à 25 °C) ; la coupe BT permet des fréquences de résonance assez basses (< 1 MHz) ; la coupe SC possède le meilleur facteur de qualité Q et donne donc les oscillateurs les moins bruyants.
Les quartz sont utilisés soit en mode fondamental (en dessous d'environ 30 MHz), soit en mode harmonique (overtone : jusqu'à environ 150 MHz), ce qui leur donne un facteur de qualité plus important, mais pose un problème de démarrage des oscillateurs.

### Le Quartz et l'Homme

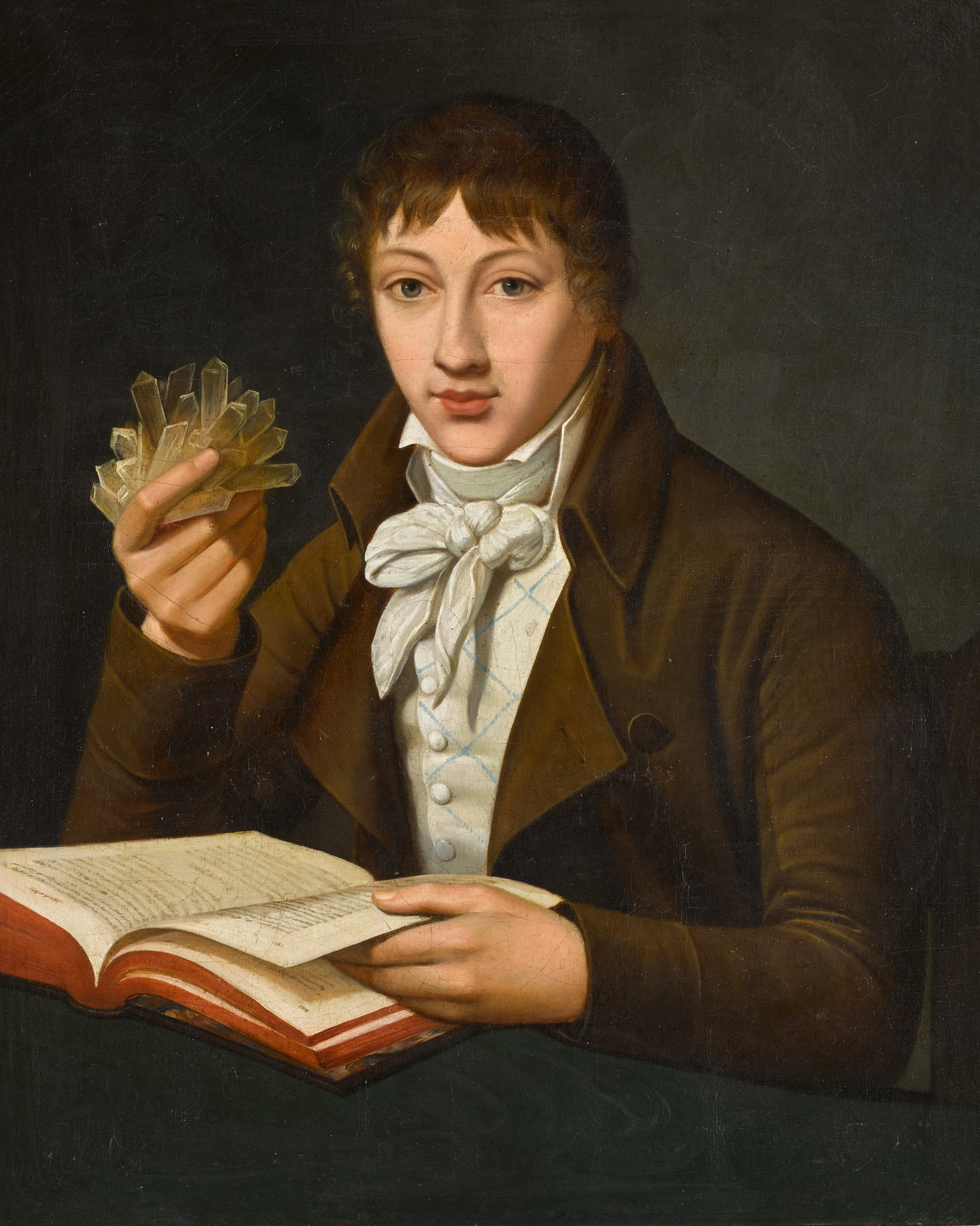
Portrait d'un jeune minéralogiste tenant un spécimen de quartz, XIXe siècle

#### Production de feu
Le quartz peut être employé, tout comme le silex, pour démarrer un feu : l'étincelle produite par la percussion d'une lame en acier permet d'enflammer un matériau combustible tel l'amadou.

#### Le quartz en poterie
- Structuration des pâtes

En poterie, le quartz sert d'« ossature » aux pâtes dont il assure la bonne tenue à la cuisson. De nombreuses pâtes de céramiques comprennent des inclusions de grains de quartz ; sauf exception, ce sont des pâtes dites « semi-fines ».
- Porcelaine

Il participe également à la fabrication de la porcelaine (une céramique à pâte non poreuse, vitrifiée, translucide, faite d'un mélange de kaolin à 50 %, d'argile, de feldspath et de quartz).
- Couverte

Il entre aussi dans la composition de couverte, un enduit vitrifié à la cuisson, fait principalement de feldspath et de quartz (dans la couverte, la silice du quartz est le composant qui se vitrifie).
- « Point quartz »

En cuisson de poterie, le « point quartz » est la température de 573 °C à laquelle le quartz α se transforme en quartz β (voir plus haut la section « Propriétés physiques »). Du point de vue de la poterie, c'est le point auquel la silice cristalline se transforme en silice vitreuse en même temps qu'elle atteint son point de dilatation maximale. Cette modification physique brutale a pour effet de fragiliser la pièce ; un effet que l'on atténue en ajoutant à la pâte un dégraissant, du talc, du sable ou de la chamotte. C'est aussi la raison pour laquelle on évite de passer trop rapidement cette température lors de la cuisson d'un dégourdi en biscuit.
- Particularité régionale

En Chine du sud, le quartz pilé peut être utilisé en lieu de sable pour égaliser la surface du sol des « fours-dragons » (longyao). Ces fours, particulièrement adaptés aux pièces exigeant une cuisson rapide (par exemple les céladons de Longquan), sont en forme de tunnels construits à flanc de montagne et peuvent atteindre 60 m à 100 m de longueur ; les pièces à cuire sont posées directement sur le sable ou le quartz pilé.
- Archéologie de la poterie

Les pourcentages de quartz dans les céramiques du début de notre ère sont souvent - mais pas systématiquement - à peu de chose près similaires à ceux des pâtes avant cuisson. Certaines céramiques plus tardives, cuites à plus hautes températures ; et beaucoup de céramiques contenant une proportion élevée de calcaire, sont moins riches en quartz car celui-ci s'est pour une grande part transformé pendant la cuisson. Ainsi la proportion de quartz dans les céramiques antiques permet l'établissement d'une méthode de classement et de caractérisation des céramiques. Par exemple, le pourcentage en quartz des céramiques sigillées régionales (dont l'engobe est très mince) dépasse rarement 15 %, alors que celui des céramiques fines à engobe blanc (plus épais que l'engobe des sigillées) est souvent supérieur à 30 %. Ce point se retrouve dans le choix de l'argile servant à fabriquer le corps des pièces : aucun des ateliers ayant fabriqué des céramiques fines à pourcentage élevé en quartz n'a fabriqué de sigillée.

#### Le quartz dans les croyances primitives
Mircea Eliade souligne que le cristal de roche (quartz hyalin) joue un rôle important dans les croyances et les pratiques magiques, ou chamanistes, de nombreux peuples primitifs (Aborigènes d'Australie, Négritos de la péninsule Malaise, Amérindiens...) Généralement considéré comme d'origine céleste, le quartz confère leur pouvoir aux chamans et medicine-men ; lors des rites d'initiation, des morceaux de quartz peuvent être introduits dans le corps du néophyte, par exemple en lui faisant boire une eau contenant des cristaux. Divers mythes font référence à des lieux surnaturels tapissés de cristaux, ou à un trône de cristal utilisé par l'Être suprême. D'autres traditions, évoquent le pouvoir magique de voler conféré par le cristal de roche. Le quartz lui-même est parfois considéré comme de la « lumière solidifiée ». Une trace de ces croyances s'est maintenue dans certains contes traditionnels européens, évoquant une « montagne de verre » ou de cristal : voir par exemple le conte russe intitulé La Montagne de cristal et certains Contes de Grimm.

#### Quartz modifié - mysticisme
On trouve souvent dans le commerce des pierres sous la dénomination de « quartz mystique ». Ces pierres ont une base naturelle en quartz hyalin mais elles sont entourées, à chaud, d'un fin film d'oxyde de titane qui leur donne un aspect irisé. Ce traitement artificiel est également appliqué à d'autres pierres fines ou précieuses quand leur coloris est trop diaphane afin de rehausser leur coloris et leur valeur marchande. Il s'agit donc d'une dénomination purement commerciale, qui ne modifie absolument pas la nature de la pierre et ne lui attribue aucun « pouvoir ».

#### Croyance sur l'absorption des «ondes néfastes»
Certaines personnes utilisent des pierres de quartz (majoritairement rose ou fumé) afin de se prémunir contre les « mauvaises ondes électromagnétiques » émises par les équipements électroniques. En réalité, si le quartz est lui-même légèrement opaque à certaines ondes qui le traversent, il n'« aspire » en aucun cas les rayonnements passant autour de lui et ne constitue donc pas un blindage électromagnétique.

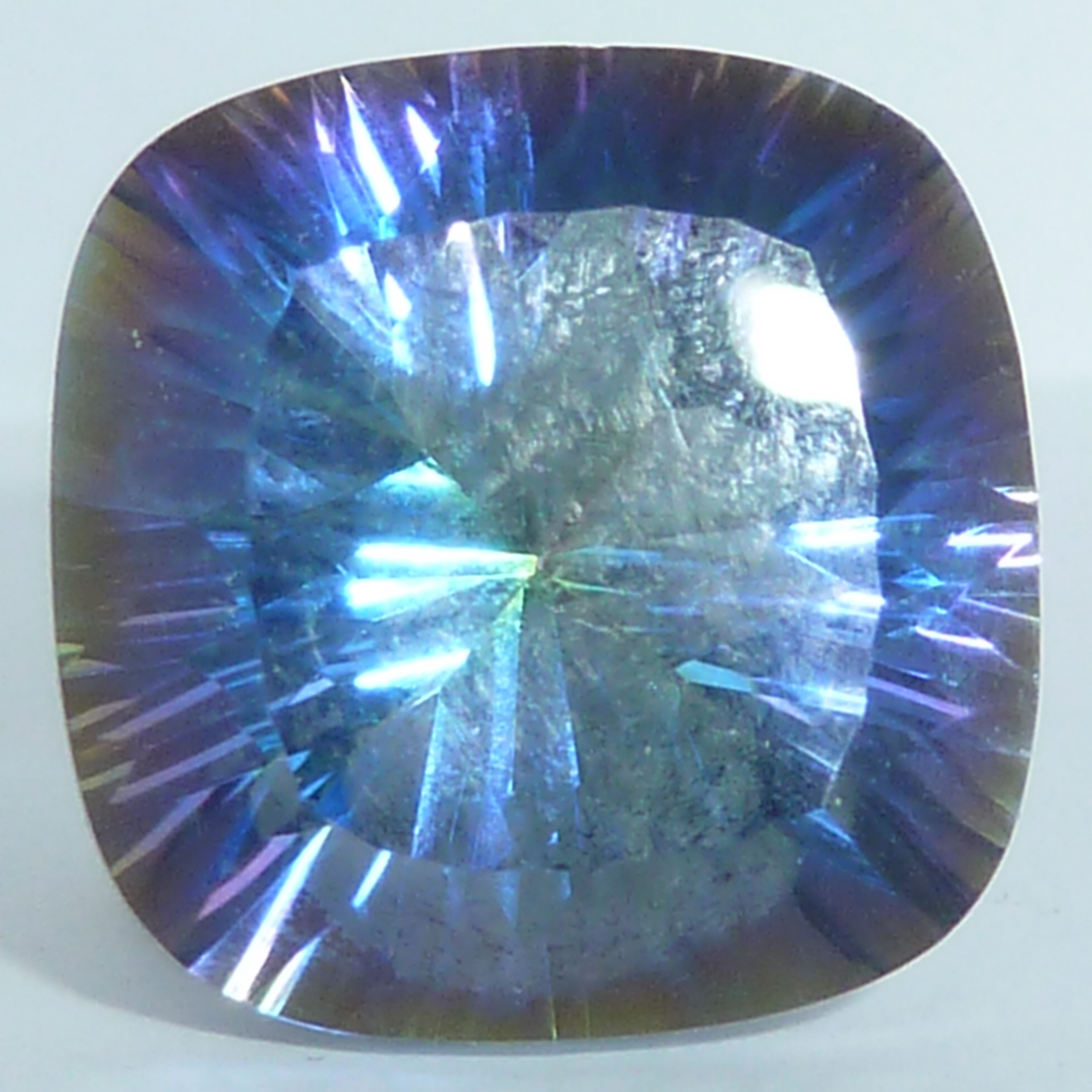
Quartz mystique.
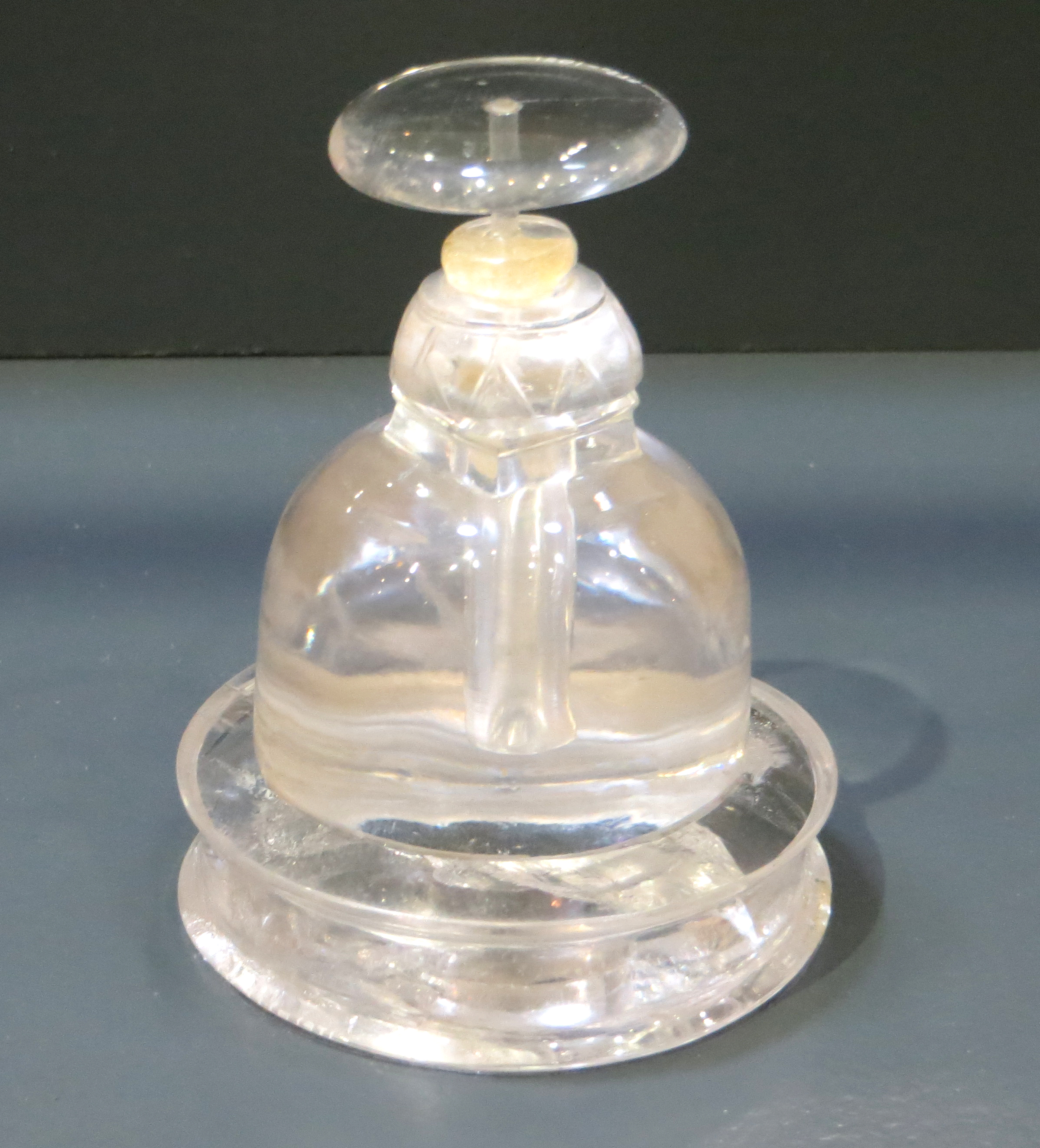
Reliquaire en quartz, Stupas de Bhojpur, Ier siècle av. J.-C.[32].
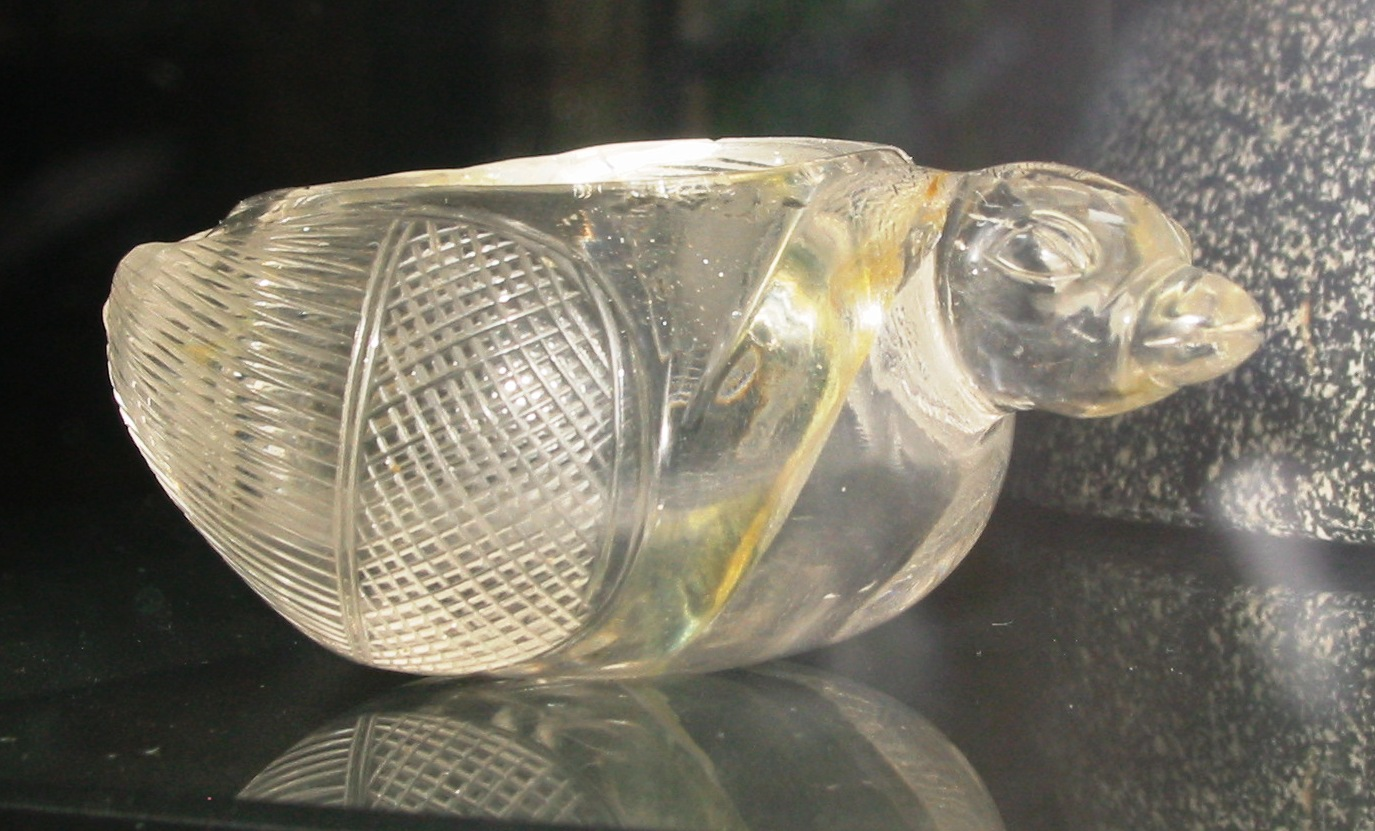
Reliquaire en quartz, en forme d'oie Hamsa, Gandhara, Ier siècle[33].

## Galerie

### Minéralogie

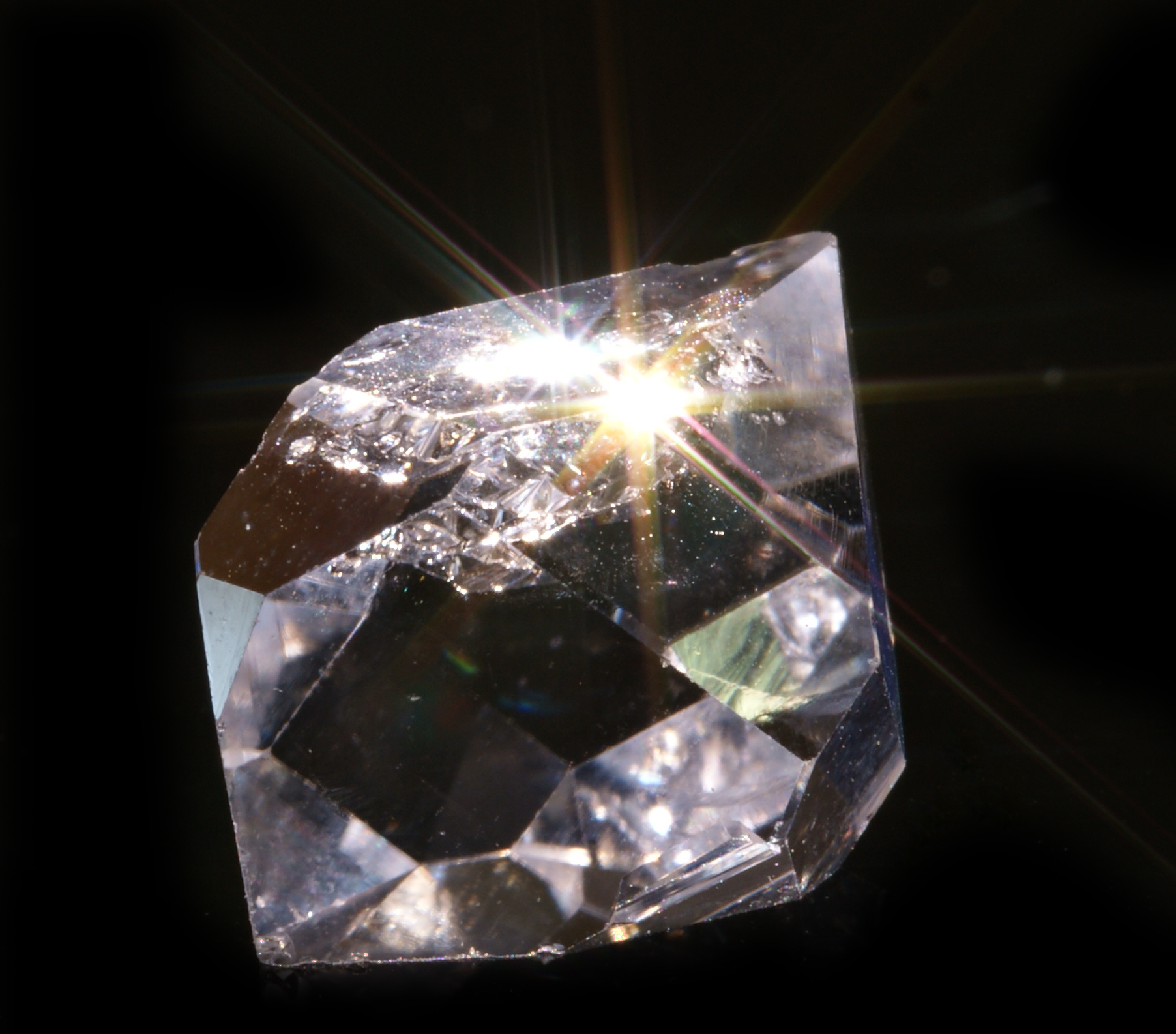
Quartz Herkimer - Comté de Herkimer, New York (États-Unis) (2 × 1,3 cm).
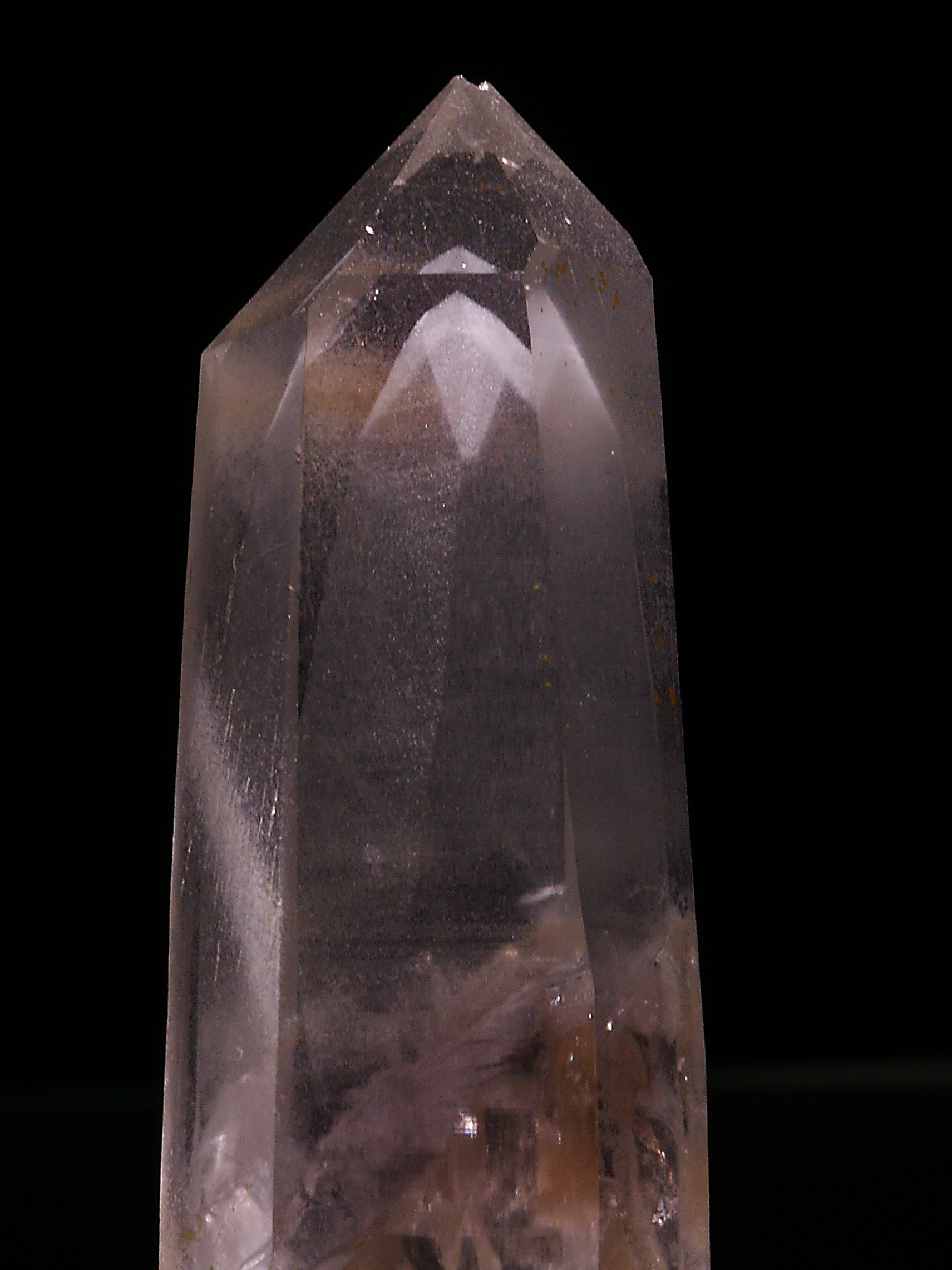
Quartz « Fantôme » -Minas Gerais - Brésil (7,8 × 2,2 cm).
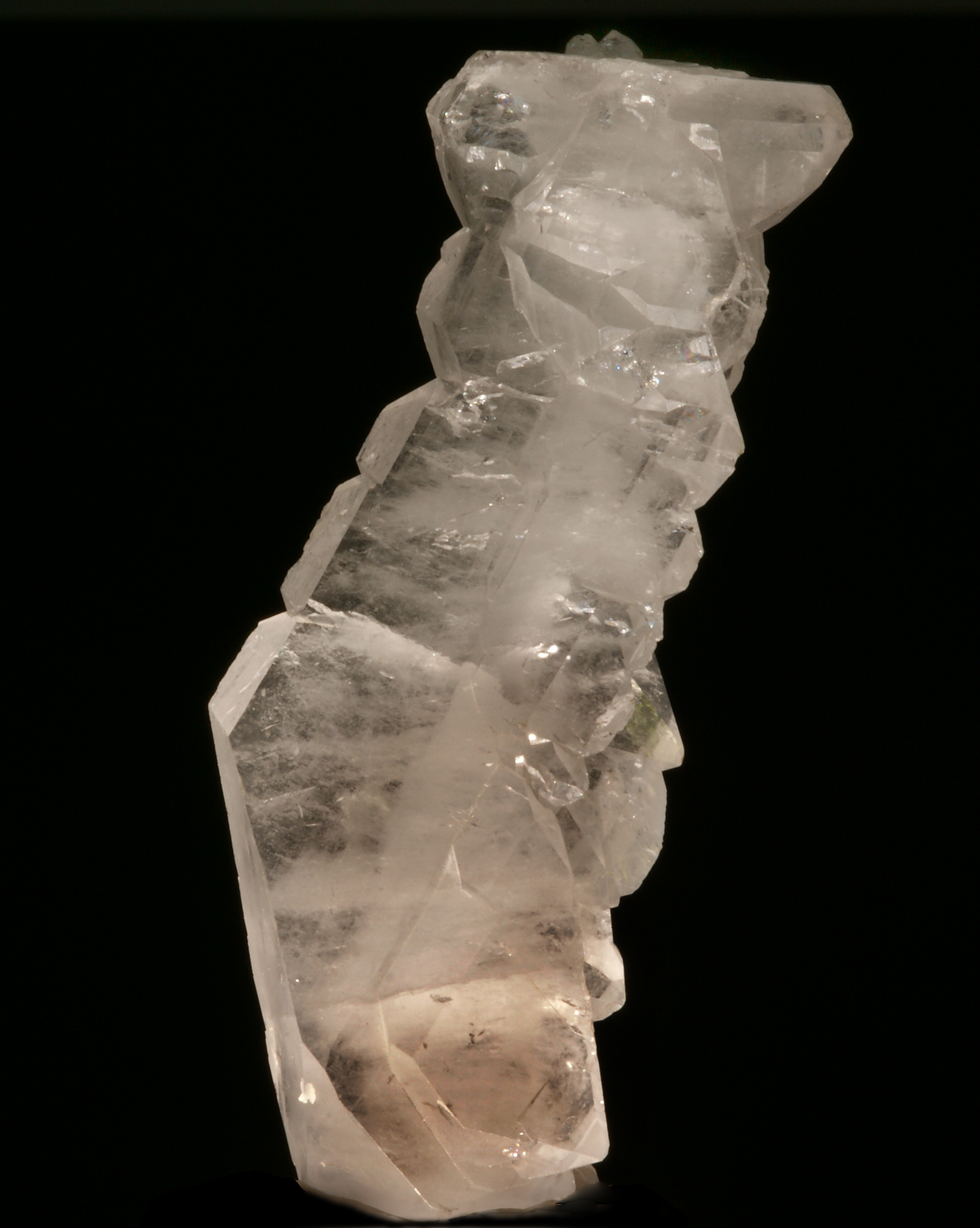
Quartz « à âme » Massif de L'Oisans - France (10,2 × 4,7 cm).
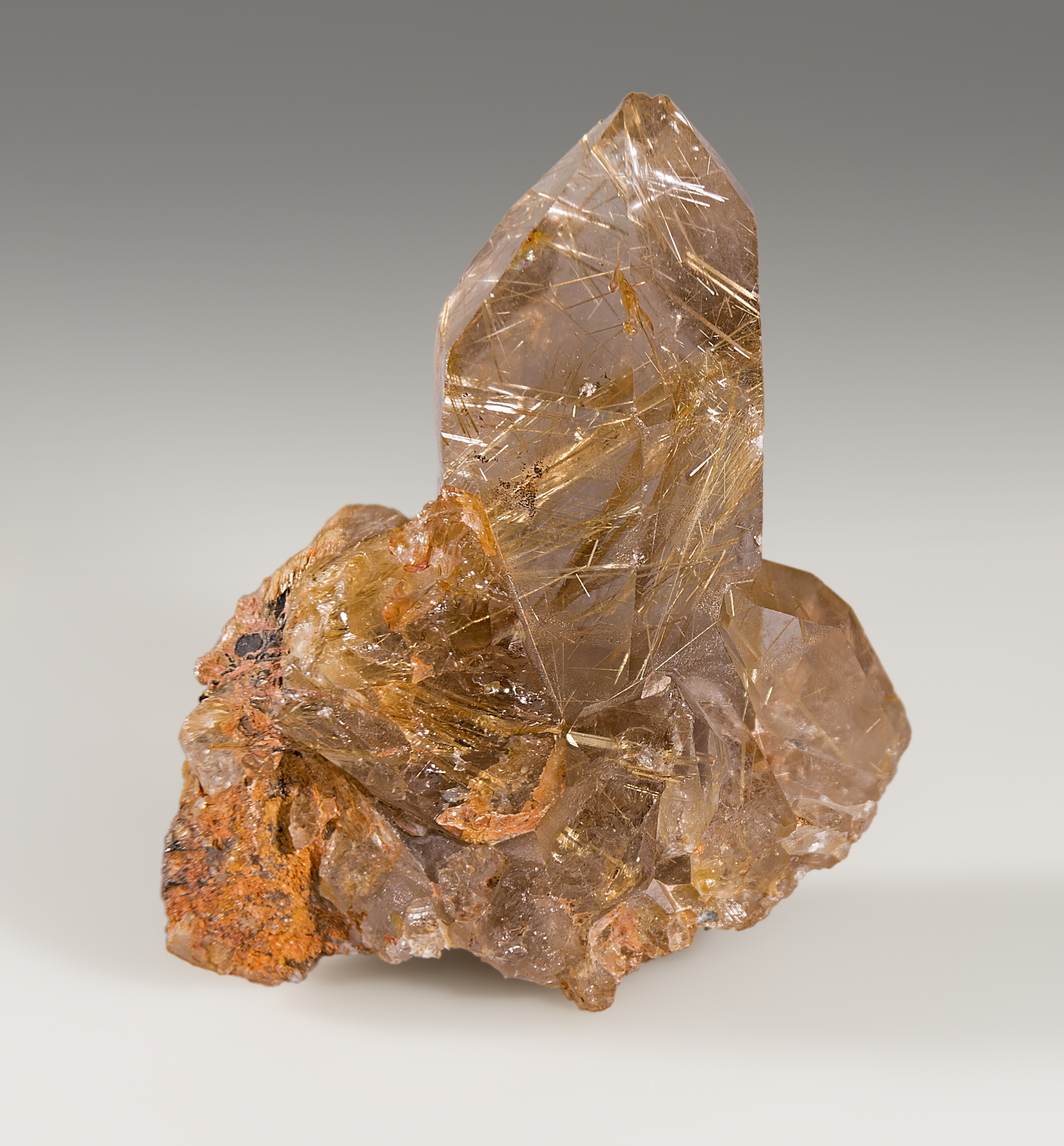
Quartz à rutile - Minas Gerais - Brésil (6 × 6 cm).
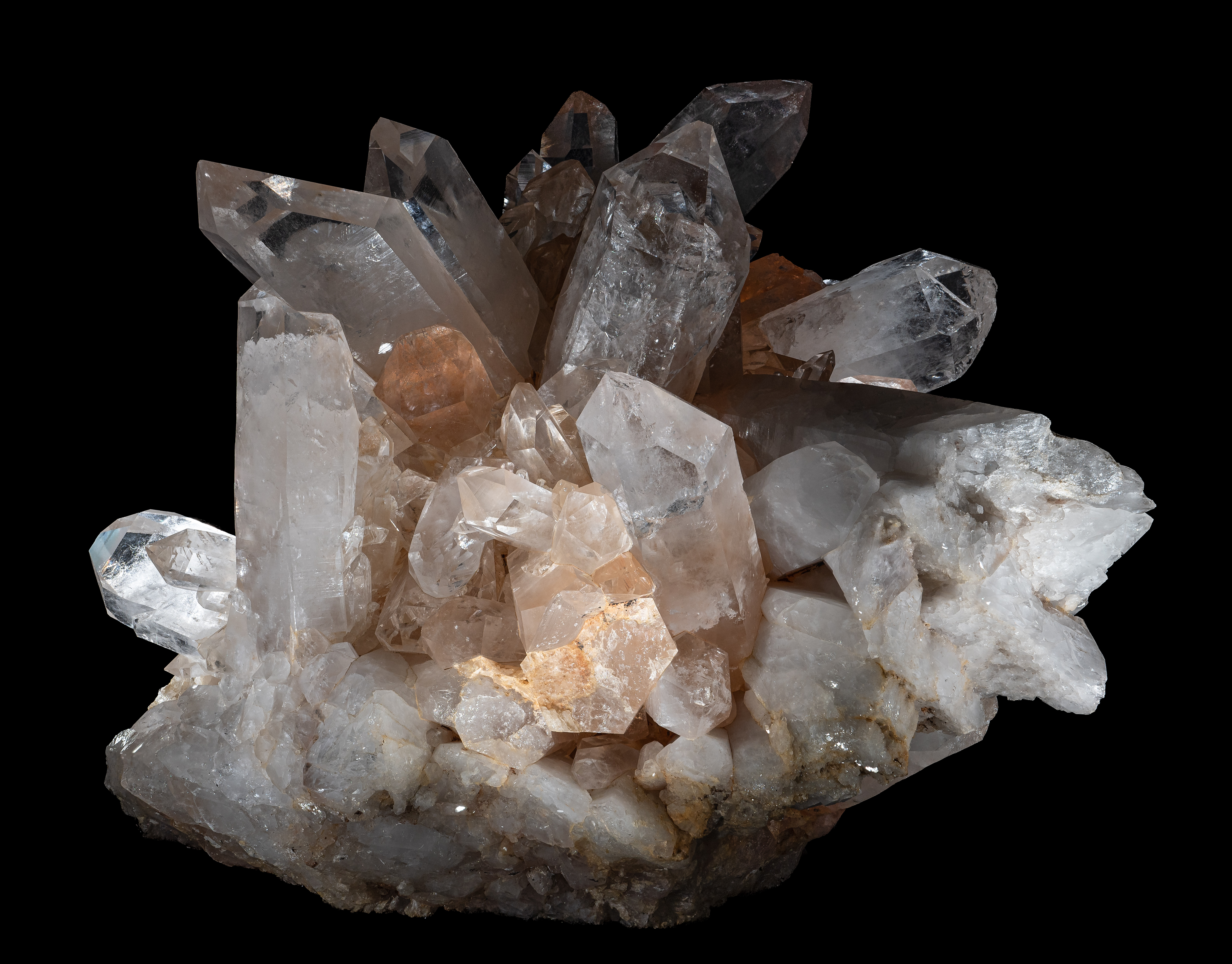
Quartz venant de Jessieville aux États-Unis, trouvé en 1973, conservé au Naturmuseum Dortmund (de) en Allemagne.

### Gemmologie

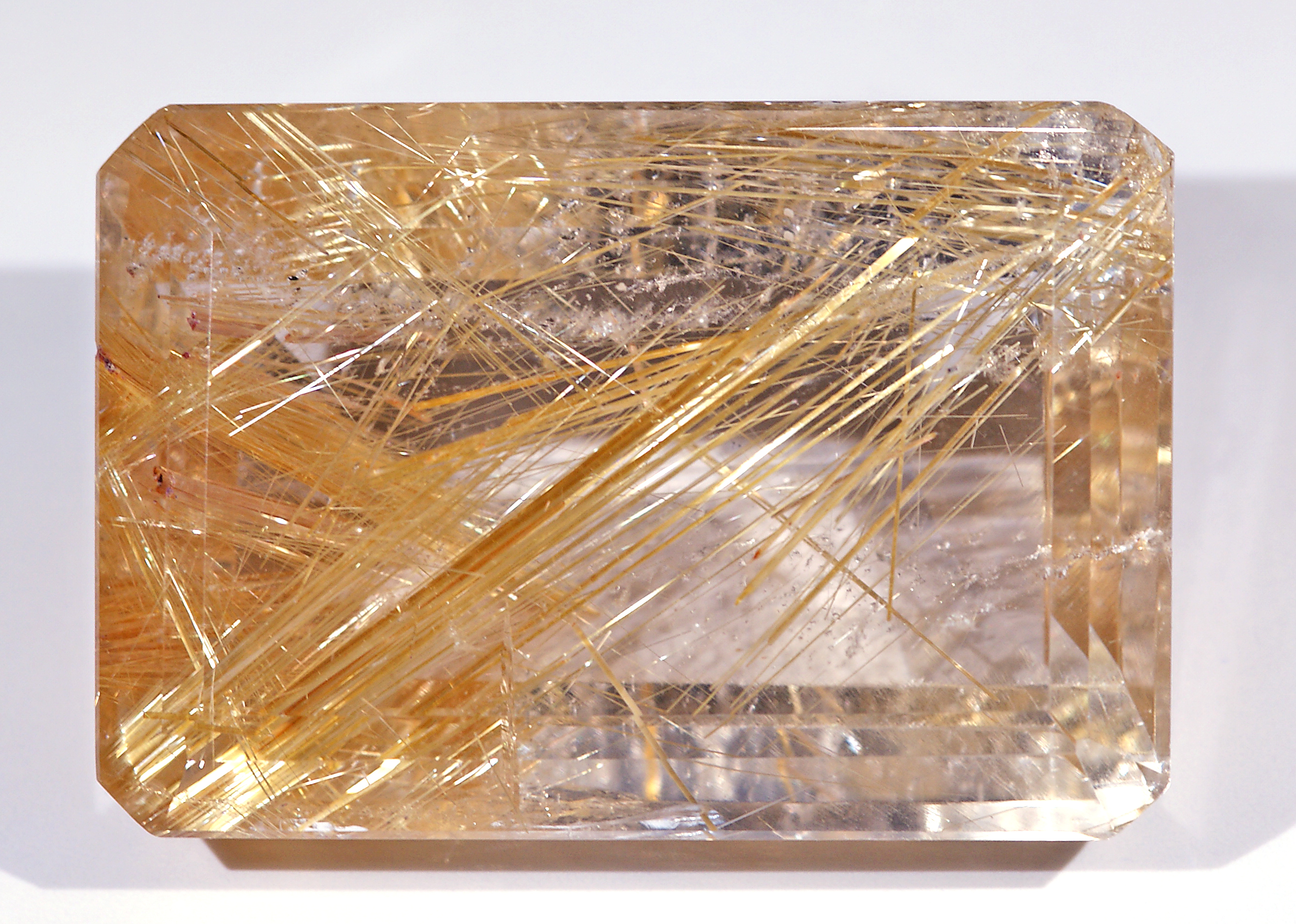
Inclusions de Rutile dans le quartz - Minas Gerais - Brésil (3,5 × 2,5 cm).
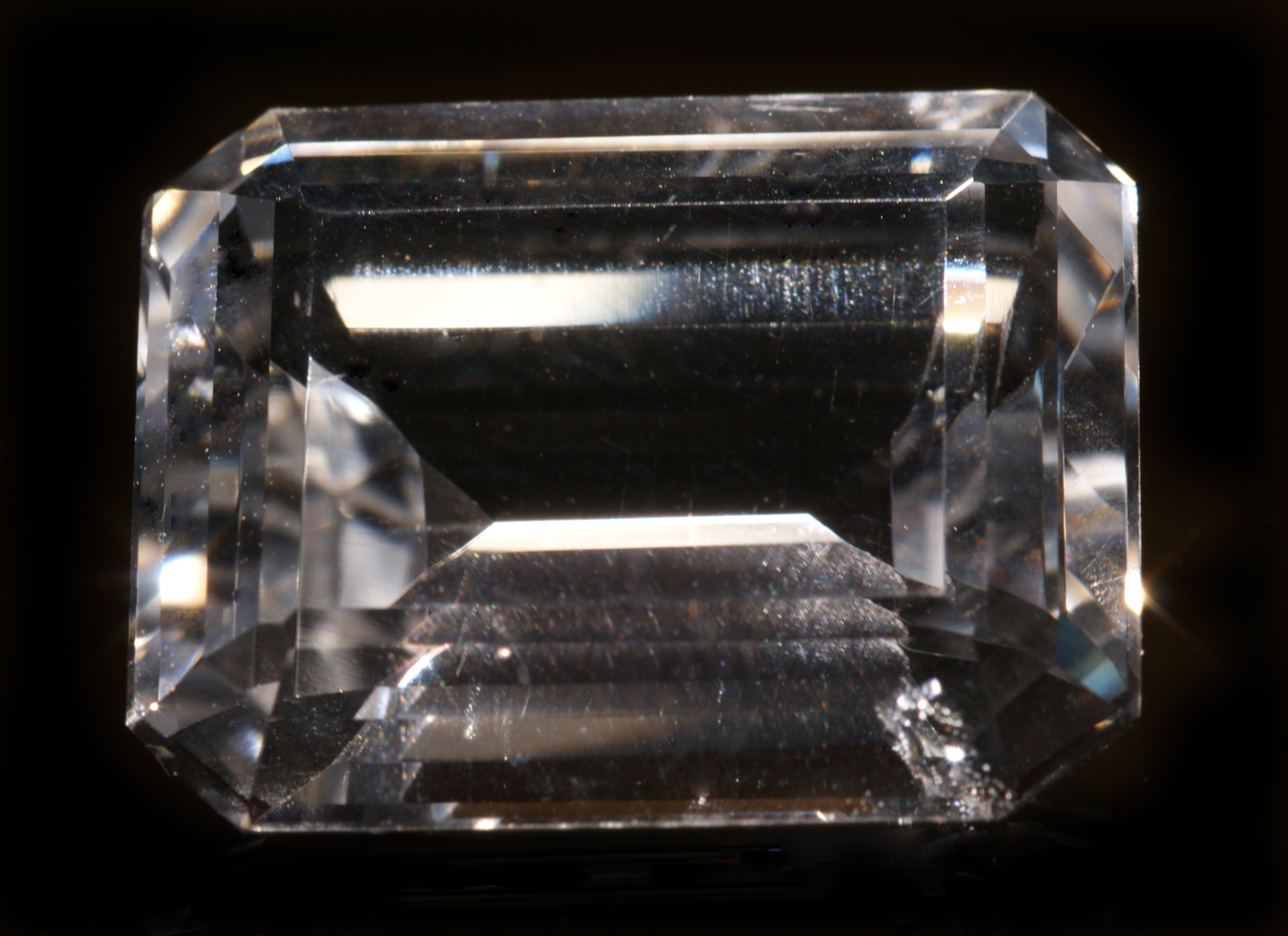
Quartz - Minas Gerais - Brésil (18 × 14 mm).
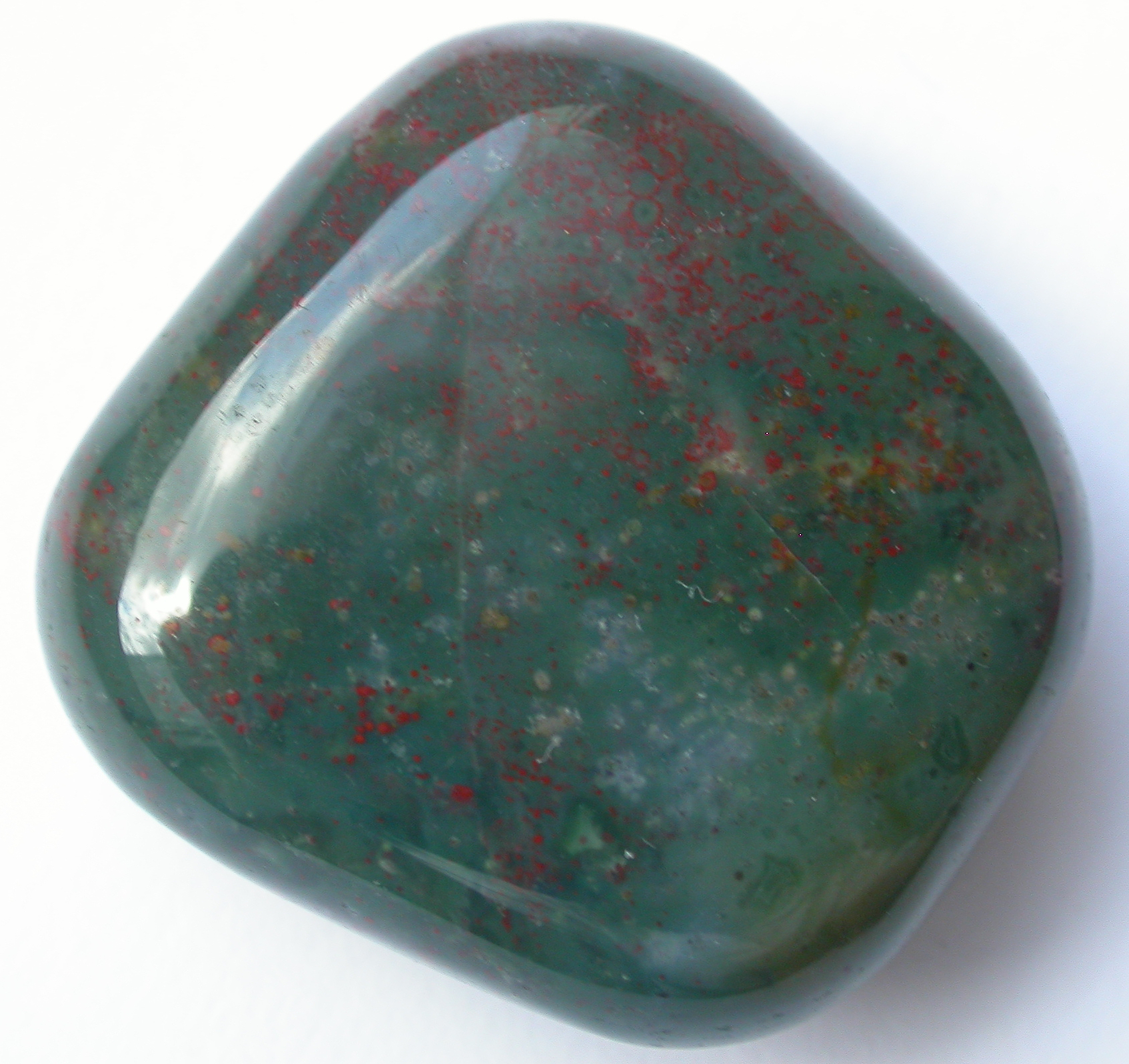
Héliotrope.
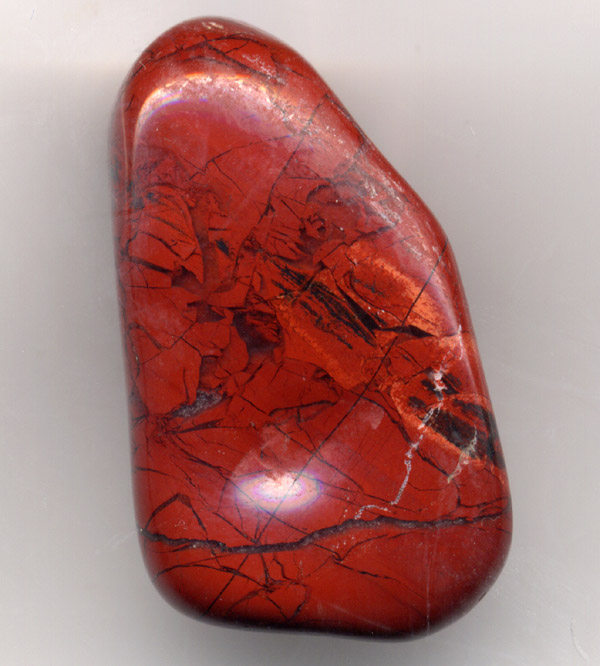
Jaspe.